# Studentens lyckliga dagar
Studentens lyckliga dagar är en svensk reality/dokumentär TV-serie från SVT som handlar om studentlivet i Uppsala. Serien följer ett antal studenter och skildrar deras tankar om framtiden, studier, festnätter och nationsaktiviteter.
Nathanel Goldman har skapat och producerat serien. Produktionsbolaget Adflix ligger bakom serien, och de har tidigare producerat flera SVT-serier, som Modellpojkar, Modellflickor, Chloe & Nicole och Klubben.
Serien hade premiär på SVT Play 21 april 2016. 